# Eva Mücke
Eva Mücke (geboren 10. Mai 1937 in Rostock; gestorben 12. August 2023) war eine deutsche Modedesignerin und Modegrafikerin, die bis zu ihrer Emeritierung 2002 als Professorin an der Kunsthochschule Berlin im Fachgebiet Mode lehrte.

## Leben und Wirken
Eva Mücke schloss 1955 eine Damenschneiderlehre ab und absolvierte parallel dazu das Abitur. Im Anschluss daran studierte sie bis 1959 an der Ingenieurschule für Bekleidungstechnik Berlin (heute Hochschule für Technik und Wirtschaft Berlin). 1959 wechselte sie an die damalige Hochschule für bildende und angewandte Kunst Berlin-Weißensee (Kunsthochschule Berlin-Weißensee) ins Fachgebiet Mode und verließ dieses 1963 mit einem Diplom als Modegestalterin.
Nach ihrem Studium arbeitete sie als Designerin beim Modeinstitut der DDR und erstellte Entwürfe für die Konfektions- und Trikotagenindustrie der DDR. 1967 wechselte sie für zwei Jahre als Chefgestalterin an das Wissenschaftlich-Technische Zentrum Apolda, wo sie in Abstimmung mit den einzelnen Betrieben die Kollektionen der Obertrikotagenindustrie koordinierte. Von 1969 bis 1970 arbeitete sie als Redakteurin bei der Modezeitschrift Sibylle, setzte für die Zeitschrift eigene Modellserien um und zeichnete Modegrafik. Ab 1970 war Mücke für den VHB Exquisit als Designerin für Damenbekleidung und Trikotagen tätig. Parallel dazu begann sie 1978 eine Lehrtätigkeit im Fachbereich Mode an der Kunsthochschule Berlin-Weißensee, ab 1982 als Dozentin für Modedesign. Ihre Berufung als Professorin erfolgte 1993. Nach ihrer Emeritierung im Jahr 2002 war sie am Aufbau der Modeabteilung der Designschule Schwerin beteiligt.
Neben ihrer Tätigkeit als Designerin hatte sich Eva Mücke künstlerisch der Modegrafik verschrieben. Arbeiten wurden in der Zeitschrift Sibylle veröffentlicht, ebenso vom VHB Exquisit und vom Modeinstitut der DDR. Außerdem beteiligte sich Mücke mehrfach als Einzelperson oder in einer Gruppe als Grafikerin oder Modedesignerin an Kunstausstellungen. Arbeiten von ihr befinden sich im privaten und im öffentlichen Besitz.
Eva Mücke war bis 1990 Mitglied des Verband Bildender Künstler der DDR und erhielt 1980 den Design-Preis der DDR (im Kollektiv des VHB Exquisit).
Eva Mücke war in erster Ehe verheiratet mit dem Maler Jürgen Gotenbach (* 1936) und in zweiter Ehe mit dem Modedesigner Klaus Mücke. Sie hat zwei Kinder und lebte in Berlin-Friedrichshagen.

## Ausstellungen (Auswahl)
- 1972/73: VII. Kunstausstellung der DDR, Dresden, als Eva Gotenbach mit Ursula Seidler Tageskleidung aus Trikotagen
- 1979: Bezirkskunstausstellung Berlin (Kunsthandwerk/Design)
- 1989: Modegrafikausstellung in der Studio-Galerie Strausberger Platz, Berlin (Ankauf mehrerer Arbeiten, heute im Besitz des Märkischen Museums Berlin)
- 1991: Modegrafik in der Galerie im Turm, Berlin
- 1996: Künstlerhaus „Flora“ Castelnuoro, Italien
- 1999: Ausstellung von Zeichnungen in der Inselgalerie Berlin; mit Norbert Blum (Bildhauer)
- 2016: Magie des Flüchtigen. Modegrafiken Paris – Berlin 1970–2016. BEST-Sabel Berufsfachschule für Design Berlin
- 2019: Zwischen Schein und Sein. Modegrafik in der DDR 1960–1989. Reinbeckhallen Berlin
- 2019: Die Magie des Drunter, Drüber und Dazwischen. Zeichnungen von Eva Mücke. Rathaus Berlin-Friedrichshagen
- 2020 Im Dialog, zusammen mit Peter Schulz Engelhardt. Galerie im Kurt-Schumacher-Haus Berlin

## Publikationen
- Eva Mücke: Mode im Wandel der Zeiten. In: Für Dich, Illustrierte Wochenzeitschrift, 1990
- Eva Mücke: Frauenbilder – Zeitzeichen. In: Claudia Lenssen (Hrsg.): Blaue Augen, blauer Fleck. Parthas, Berlin 1997, ISBN 978-3-932529-15-3.
- Heike-Katrin Remus: Mode – nicht nur aus der Brunnenstraße. In: Jürgen Danyel (Hrsg.): Ost-Berlin. 30 Erkundungen. Ch.Links, Berlin 2019, ISBN 978-3-96289-013-1.
- Ute Lindner (Hrsg.): Zwischen Schein und Sein. Modegrafik 1960–1990. Lehmstedt, Leipzig 2020, ISBN 978-3-95797-113-5, S. 17, 68–69, 185–195, 216.